# Немцев, Сергей Александрович
Серге́й Алекса́ндрович Не́мцев (30 ноября 1912, Новозыбков, Брянская губерния, Российская империя — 21 февраля, 1974, Москва, РСФСР) — советский партийный и государственный деятель, председатель Сахалинского облисполкома (1963—1969).

## Биография
Родился в семье рабочего. В 1928 году окончил школу-девятилетку и в 1930—1933 годах работал в органах ОГПУ при СНК СССР Барнаула. Затем поступил в Московский зоотехнический институт, по окончании которого в 1937 году был направлен в Таймырский национальный округ, где работал в организациях Главсевморпути в селе  Дудинка и посёлке Волочанка.
В марте 1941 года вступил в ВКП(б), а апреле назначен начальником промыслово-охотничьей станции на острове Диксон. В 1942 году избран вторым, а в 1943 — первым секретарём Усть-Енисейского районного комитета ВКП(б). С 1946 года председатель исполкома Таймырского окружного Совета депутатов трудящихся. 9 февраля 1947 года избран депутатом Верховного Совета РСФСР II созыва.
В 1948—1955 годах председатель Красноярской краевой плановой комиссией при исполкоме, а с июня 1955 года заместитель председателя исполнительного комитета Красноярского краевого Совета депутатов трудящихся.
В январе 1956 года Немцев направлен ЦК КПСС в Сахалинскую областную партийную организацию, где до 23 февраля 1963 года работал секретарём областного комитета КПСС (до VII пленума обкома). Во время исполнения обязанностей председателя Сахоблисполкома в феврале 1963 года был выдвинут кандидатом в депутаты Верховного Совета РСФСР VI созыва общими собраниями рабочих, инженерно-технических работников и служащих Углегорского целлюлозно-бумажного комбината, Красногорского лесотарного комбината и общим собранием  рабочих и служащих совхоза «Ударный» Углегорского производственного совхозного управления. Избран на выборах 3 марта 1963 года.
в 1963—1969 годах — председатель исполнительного комитета Сахалинского областного Совета депутатов трудящихся.
Помимо Верховного Совета РСФСР VI и VII созыва регулярно избирался депутатом Сахалинского областного Совета депутатов трудящихся (1950—1960-е годы), а также делегатом XXIII съезда КПСС (1966).
18 апреля 1969 года переведён на работу в Совет Министров РСФСР (референтом Председателя Совета Министров РСФСР).
Скончался 24 февраля 1974 года. Похоронен на Введенском кладбище (29 уч.).

## Награды и звания
- Звание «Почётный полярник»
- Орден Трудового Красного Знамени (30.04.1966)
- 2 ордена «Знак Почёта»[3]
- Медаль «За трудовую доблесть» (1959)[1].
- Почётная грамота Президиума Верховного Совета РСФСР (21.12.1962) — за «долголетнюю и активную работу в партийных и советских организациях и в связи с 50-летием со дня рождения»[4].